# Paris Football Club
Il Paris Football Club, meglio noto come PFC, è una società calcistica francese della città di Parigi. Milita nella Ligue 1, la massima divisione del campionato francese.
Fondato nel 1969, il club si fuse con lo Stade Saint-Germain per formare il Paris Saint-Germain nel 1970, da cui si separò nel 1972. Sono soprannominati Les Bleus (i Blu) per il colore della loro maglia e il loro stemma raffigura la Torre Eiffel. 
Dopo la separazione dal Paris Saint-Germain , a differenza della controparte, il club ha faticato ad affermarsi nel calcio francese, giocando principalmente nelle divisioni dilettantistiche prima di riconquistare lo status professionistico nel 2015. Dopo un decennio in Ligue 2 , è stato promosso di nuovo in Ligue 1 nel 2025, dopo un'assenza di 46 anni.
Dal 2024, il PCF è di proprietà di maggioranza di Agache Sport della famiglia Arnault , che attualmente detiene il 52,4% delle azioni. Il colosso austriaco Red Bull GmbH detiene il 10,6%, Alter Paris , guidato da Pierre Ferracci, il 29,8% e BRI Sports Holdings detiene il 7,2% delle azioni del club.

## Storia
Il Paris FC è una squadra di calcio fondata il 1º agosto 1969, a seguito di uno studio per rilanciare il calcio di alto livello nella capitale francese. Un anno dopo la nascita, il 12 agosto 1970, il Paris FC si fonde con lo Stade Saint-Germain (di Saint-Germain-en-Laye) per formare il Paris Saint-Germain Football Club e così giocare in seconda divisione, dove risulteranno campioni e saranno promossi in prima divisione nel 1971, prima che le due entità si separino nuovamente nel 1972.
Dopo questa separazione, il Paris FC continua in prima divisione per due stagioni, prima di essere retrocesso nella divisione inferiore, per diverse stagioni. La squadra ritrova brevemente la Division 1, per poi ridiscendere nella Division 2. Nel 1982, il Paris FC si fonde col Racing Club de Paris. Un anno dopo avviene un nuova separazione: la squadra professionistica resta il Racing Club de Paris, e il Paris FC diventa una squadra amatoriale, nella Division 4.
La squadra retrocede in seguito nella Division d'Honneur per quattro stagioni, prima di risalire nella Division 4 e poi l'anno seguente nella Division 3. In seguito (dal campionato 1989-1990) il club si alterna tra la terza e la quarta divisione del campionato francese di calcio. Nel 2015-2016, il Paris FC raggiunge la Ligue 2, per la prima volta dopo 32 anni. Nella stagione 2015-2016 la squadra retrocede in Championnat National. Nella stagione 2016-2017 il Paris FC riesce a partecipare ai playoff promozione e ritorna nella Ligue 2, nonostante la sconfitta nella finale, a causa del fallimento del SC Bastia.

### La genesi del club (1969-1972)

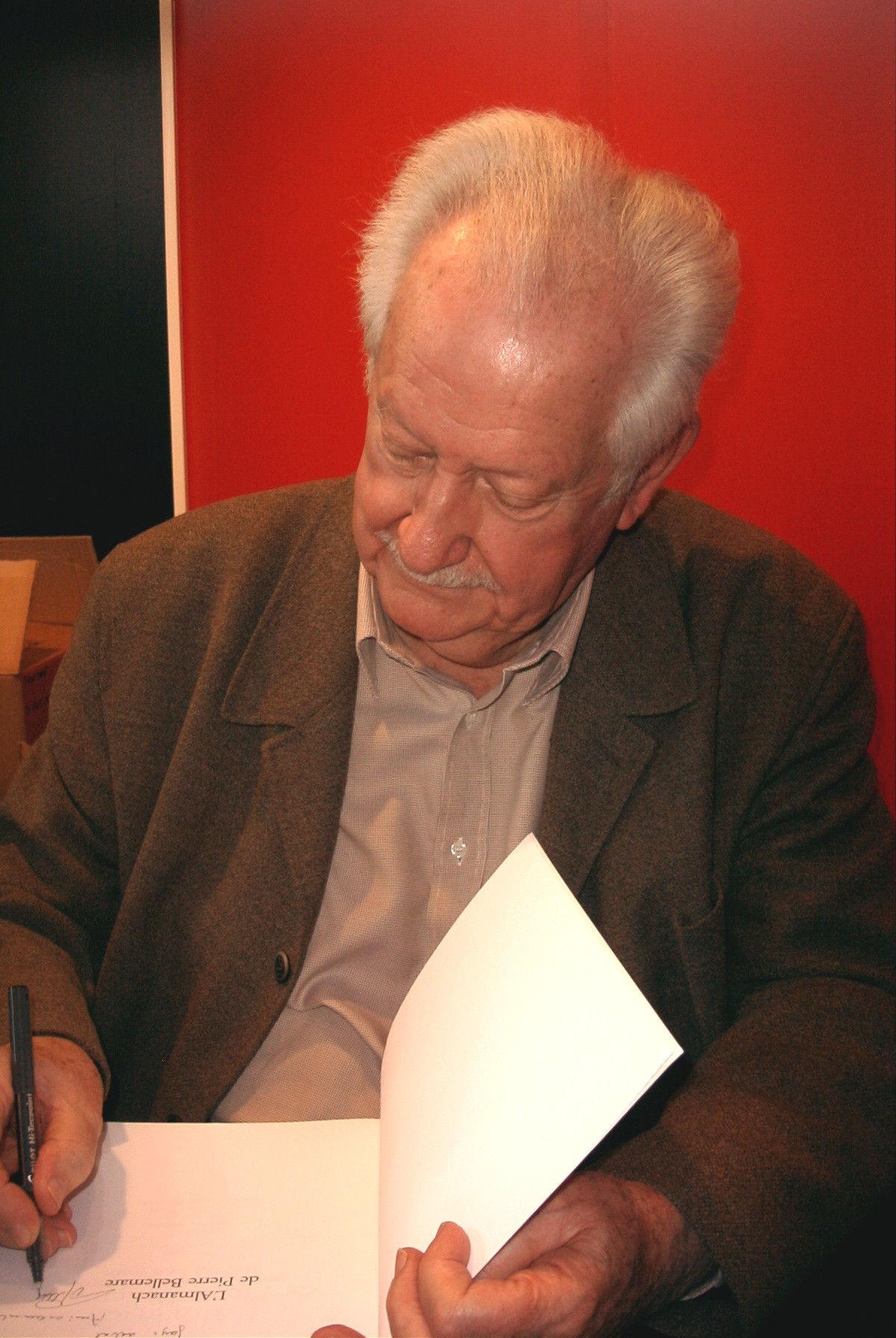
Pierre Bellemare, grazie al cui appello alla radio Europe 1 migliaia di persone si impegnarono come futuri «soci» del club

Alla fine degli anni sessanta, a seguito della perdita dello statuto professionistico del Racing Club de France a causa delle scarse risorse finanziarie, il Red Star Football Club è l'ultimo club francilien a giocare nella Division 1. Tuttavia, il club essendo basato dal 1909 a Saint-Ouen, non rappresenta direttamente la città di Parigi, rara capitale europea a non avere alcun club nell'élite calcistica del proprio paese.
La Fédération française de football si impegnò nel gennaio 1969 nel progetto di creazione di una nuova grande squadra di calcio a Parigi e organizzò una commissione di studio. Il gruppo di lavoro si riunì attorno ai tre amici Fernand Sastre, Henri Patrelle, presidente dello Stade Saint-Germain e Guy Crescent, PDG di Calberson,. Nel febbraio 1969, la FFF lancia una grande consultazione distribuendo alla stampa e all'ingresso dei principali stadi della regione parigina degli opuscoli dal titolo: «SI per una grande squadra di calcio a Parigi» e con i quali invita anche a suggerire un nome per la squadra,. In totale, circa 60 000 risposte sono ricevute, ed è il nome Paris Football Club che emerge dalla consultazione.
Il Paris Football Club tiene la sua prima assemblea generale il 5 luglio 1969. Tuttavia, è ancora un club virtuale, non ha né squadra, né stadio durante la stagione 1969-1970. Ha tuttavia due presidenti, Guy Crescent e Pierre-Étienne Guyot, già vicepresidente del Racing Club de France, i quali visitano diversi grandi club europei al fine di trovare la migliore struttura societaria possibile per il nuovo club. Il modello ritenuto è quello della sottoscrizione, a seguito del viaggio di Crescent a Madrid, ispirandosi così al Real Madrid CF e ai suoi 100 000 soci,. Nel febbraio 1970, a seguito di un appello di Pierre Bellemare alla radio Europe 1, ripreso anche da personalità come Enrico Macias, Annie Cordy o Sacha Distel, 17 400 persone si impegnano come futuri «soci» del club.
Al fine di integrare direttamente Division 1 del calcio francese, si tenta di procedere a una fusione con l'Union Athlétique Sedan-Torcy. Tuttavia, il club che aveva già tentato e poi abbandonato una fusione, con il Racing per creare il RC Paris-Sedan, rifiuta la proposta. La FFF che aveva messo in gioco la propria credibilità nel rilancio del calcio di alto livello a Parigi, dopo i fallimenti di RC Paris, dello Stade français e del CA Paris non vuole un altro fallimento. Inoltre, malgrado il rifiuto dell'UA Sedan-Torcy, solo un ristretto numero di circa 300 soci chiede di essere rimborsato di fronte al rischio incombente di non concretizzazione del progetto, e ciò fa ben sperare i dirigenti del club. Crescent dichiarerà in seguito: «Il PSG è un atto di fede». Dopo il rifiuto della Lega di accettare il club direttamente in Division 1, i dirigenti si indirizzano finalmente su un club di livello inferiore, nel quale lo Stade Saint-Germain del presidente Henri Patrelle ha appena ottenuto la promozione. Dopo una riunione straordinaria, il progetto di fusione con lo Stade Saint-Germain viene approvato. Nel maggio 1970, un anno dopo il lancio del progetto Paris Football Club, il club è ammesso in Division 2 col nome di Paris Saint-Germain Football Club. La fusione si concretizza in giugno. Pierre-Étienne Guyot ne è il presidente. La direzione della nuova squadra è affidata a due vicepresidenti: Guy Crescent e Henri Patrelle. Quest'ultimo è nominato presidente dalla Commissione sportiva che gestisce il calcio, questo gli permette di controllarne l'aspetto sportivo, mentre Crescent si occupa delle altre questioni.
La prima partita disputata col nome Paris Saint-Germain Football Club è un incontro amichevole pre-stagione contro US Quevilli. I normanni vincono 1-2 il 1º agosto 1970 allo Stadio Jean-Bouin (a Parigi). Il 23 agosto, il club disputa il suo primo match ufficiale col nome PSG nella prima giornata del campionato di Francia di Calcio Division 2, chiamato all'epoca National, il PSG gioca fuori casa a Poitiers contro lo Stade Poitevin (1-1). Il 27 agosto è pubblicato sul Journal officiel l'atto di costituzione del Paris Saint-Germain Football-Club.
Il PSG termina la sua prima stagione in prima posizione nel gruppo Centre del campionato. È campione di Francia della Division 2 dopo che il 12 giugno 1971, ha affrontato l'AS Monaco e il LOSC Lille, vincitrici degli altri due gruppi. Il PSG è dunque promosso in Division 1 nel 1971. La pubblicazione del bilancio finanziario della stagione 1970-1971 mostra 205 200 franchi di perdite per 1 776 950 franchi di ricavi. Ma grazie alla sua promozione in D1, la prima squadra del PSG diventa professionistica. Il PSG in effetti aveva uno statuto amatoriale fino a quella data, approfittando del nuovo regolamento open che autorizzava l'impiego di sei giocatori professionisti; il PSG ne aveva cinque: Jean Djorkaeff, Roland Mitoraj, Jean-Claude Bras, Jean-Pierre Destrumelle e Jacques Rémond. Tutti gli altri giocatori erano non professionisti,.
Nel dicembre 1971, il consiglio comunale di Parigi vota con 46 favorevoli e 44 contrari una modifica del nome del club in Paris Football Club. Se questa nuova condizione non fosse stata accettata dal club, la città avrebbe bloccato le sovvenzioni e vietato l'utilizzazione del Parco dei Principi. Il presidente Patrelle negozia e offre anche le proprie dimissioni purché il nome del club rimanga invariato, ma il Consiglio di Parigi conferma la sua decisione al club con una lettera del 12 aprile 1972 e minaccia di bloccare le sovvenzioni.
Dopo dibattiti agitati, l'assemblea generale del club del 16 maggio 1972 propone un voto sulla questione della ridenominazione del club. La maggioranza richiesta è di 626 voti (per i 2/3 dei 939 voti espressi), che non vengono raggiunti. Il PSG non cambia quindi di nome.
Malgrado il mantenimento della squadra nella Division 1 1971-1972, il Consiglio di Parigi, proprietario del Parco dei Principi e importante azionista del club, rifiuta di sostenere un club basato fuori del territorio comunale della città di Parigi, visto che il Paris Saint-Germain era considerato un club di banlieue.
Minacciato nella sua esistenza, il PSG è diviso in due nel maggio 1972: la sezione professionistica resta quella della Division 1 sotto i colori del Paris FC, mentre il resto del club, e in particolare la squadra amatoriale che giocava nella Division 3, conserva l'identità del Paris Saint-Germain Football Club, con la quale avrà in seguito la propria storia. L'unione con lo Stade Saint-Germain ha tenuto solamente meno di due anni. Per poter dimostrare una struttura amatoriale come da regolamento, il Paris FC assorbe subito dopo la sezione calcio del Cercle athlétique de Montreuil.

### Un professionismo fragile, fino all'acquisto di Lagardère (1972-1983)

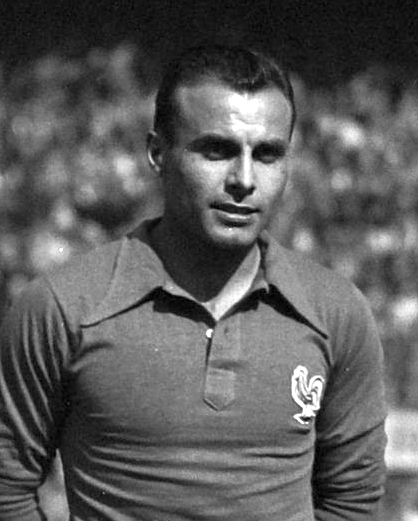
Louis Hon è il primo allenatore del Paris FC, dopo la separazione con il PSG nel 1972

Per la sua prima stagione dopo la separazione con il Paris Saint-Germain, il Paris FC può contare su un Parco dei Principi completamente rinnovato. Composto essenzialmente da giocatori provenienti dallo Stade Saint-Germain, il club inizia molto male la stagione per poi terminare alla 12ª posizione del campionato di Francia di calcio 1972-1973 Division 1. Nello stesso anno 1973, il PFC resuscita il Torneo di Parigi, competizione amichevole in precedenza organizzata dal Racing Club de France, e termina al 3º posto: il Feyenoord vince il trofeo.
Nonostante l'acquisto di buoni giocatori di D1, Jean Djorkaeff e Louis Floch, i due elementi più importanti del club, si infortunano, conducendo alla retrocessione del club in Division 2 nel 1974. Contemporaneamente il PSG è promosso dalla D2 alla D1, recuperando così il Parco dei Principi.
Costretto quindi a trasferirsi nel vetusto stadio Déjerine (nel XX arrondissement di Parigi), avendo perduto lo statuto professionistico e i suoi migliori elementi, la prima squadra del PFC, allora allenata da Antoine Dalla Cieca, è per la maggior parte composta da giocatori del CA Montreuil, che giocava in precedenza nella Division d'Honneur, e anche dalla sua squadra di riserva che giocava nella Promotion d'Honneur. Gli inizi sono molto difficili e inoltre un incendio devasta lo stadio, costringendo il club a trovare altri stadi per più di un anno. Il club alla fine si salva, in seguito realizza due stagioni a centro classifica nella Division 2, non arrivando ad attirare il grande pubblico, diviso tra nostalgici dei precedenti grandi club e tifosi di un crescente PSG che si radica sempre di più in Division 1.
Nell'estate 1976, il club ritrova lo statuto professionistico e nomina Robert Vicot come allenatore. Dopo una prima stagione senza exploit, l'acquisto di diversi giocatori di prestigio fa credere a un rinnovamento del club: il Paris FC, secondo del gruppo A in D2, vince contro il RC Besançon lo spareggio, riuscendo così a risalire in D1 (e a ritrovare il Parco dei Principi) per la stagione dal campionato di calcio francese 1978-1979.

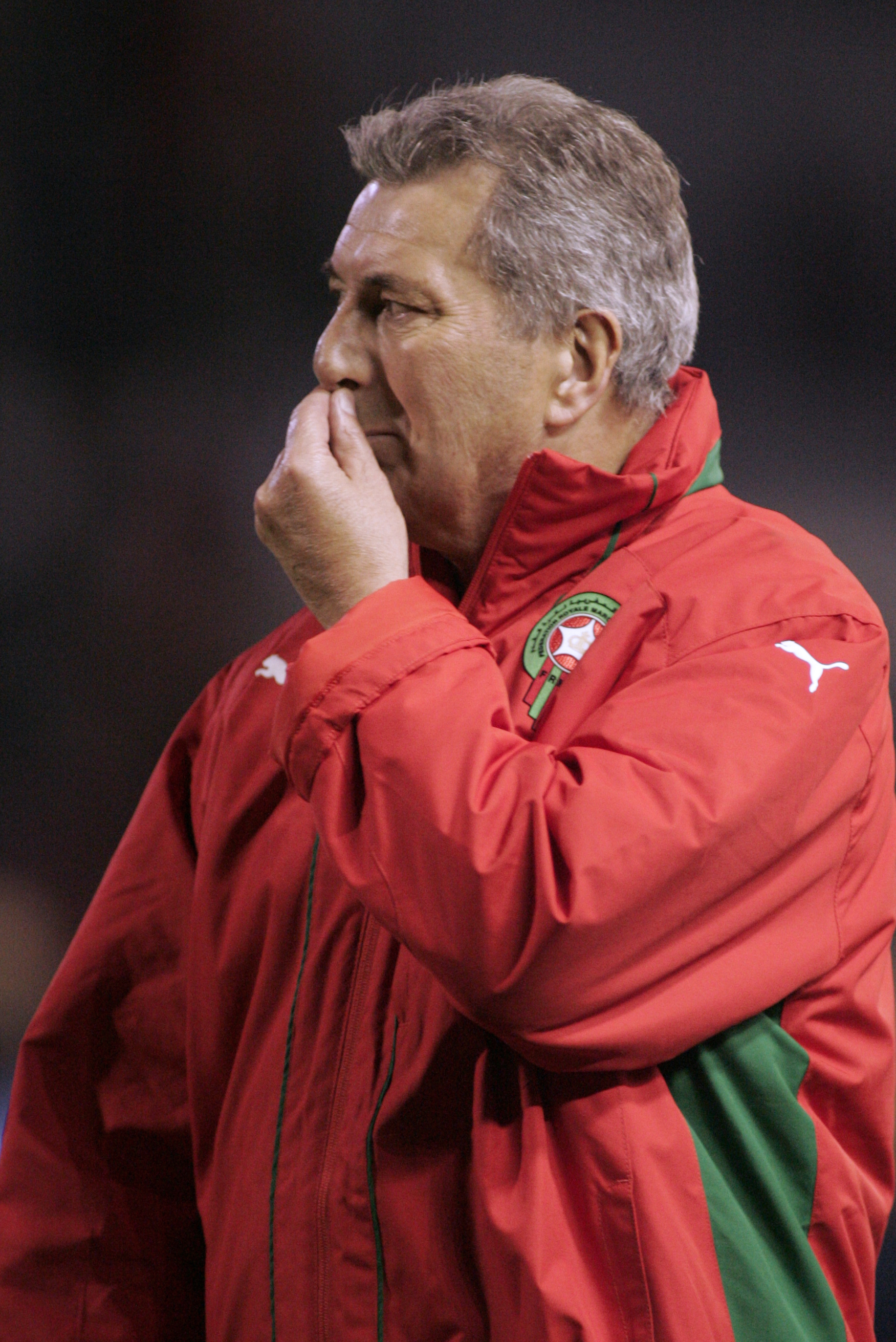
Roger Lemerre allena il Paris FC dal 1979 al 1981

Nell'agosto 1978, il Paris FC incontra il Paris SG e l'incontro termina con un pareggio (2-2), nel secondo incontro nel dicembre dello stesso anno il risultato è ancora un pareggio (1-1). Con un organico limitato e senza stile di gioco, il PFC si ritrova ben presto in coda alla classifica. In ottobre, Europe 1 e la Mairie de Paris si accordano per tentare un salvataggio. Il gruppo Lagardère (proprietario di Europe 1) finanzia il rafforzamento della squadra, in cambio di una effimera ridenominazione in Paris 1. Malgrado tutto, il club subisce una sconfitta severa 1-7 al Parco dei Principi contro il Monaco, termina in 19ª posizione, senza aver mai superato la 17ª durante tutta la stagione, perde lo spareggio contro il Lens ai calci di rigore e retrocede alla fine della stagione. In questa stessa stagione tuttavia, batte il record di affluenza allo stadio il 27 aprile 1979 in occasione dell'incontro contro l'Template:Calcio Saint Etienne con 41 025 spettatori.
Senza grandi mezzi finanziari, il Paris FC rimane in Division 2 fino al 1983. Nel 1980, la squadra allenata da Roger Lemerre, che succede a Vicot, riesce tuttavia a creare la sorpresa nella Coupe de France eliminando il Rennes negli ottavi di finale e l'Auxerre nei quarti di finale. La squadra è in seguito battuta in semi-finale da un altro club di D2, l'Orléans. Nel 1981, il club riesce a salvarsi all'ultima giornata contro l'UES Montmorillon davanti a solamente 1 640 spettatori. Lo stadio Déjerine non risponde più alle norme della Lega, i dirigenti cercano nuovamente un altro club per una fusione. Essi decidono per il Troyes Aube Football, che dispone del moderno stadio de l'Aube, ma gli incontri organizzati a Troyes non attirano il grande pubblico, con un'affluenza media di 1 376 spettatori per tutta la stagione. Malgrado la salvezza in D2, il club è fortemente indebitato, il che porta la Federazione a ipotizzare la sua retrocessione.
Nello stesso periodo, l'uomo d'affari Jean-Luc Lagardère (proprietario dell'omonimo gruppo) desidera creare un nuovo club di alto livello nella regione parigina, che sia competitivo sia a livello nazionale sia a livello europeo. Per farlo, Lagardère immagina di unire il Racing Club de France, club dal passato glorioso ma caduto al livello amatoriale, con il Paris FC, che gioca in D2. In un primo tempo, preoccupati dello stato delle finanze del PFC, i dirigenti del Racing rifiutano la proposta. Così, non potendo concretizzare immediatamente il suo progetto, Lagardère acquista da solo il Paris FC, con la promessa che in caso di mantenimento in Division 2 il Racing accetti la fusione. Già, in qualità di nuovo proprietario del Paris FC, Lagardère anticipa la fusione: rinomina il PFC in Racing Paris 1 e cambia i colori sociali in blu cielo e bianco che sono i colori del Racing,. Il Racing Paris 1 riesce a salvarsi e nell'estate 1983, la sua squadra è fusa con quella del Racing, mentre le riserve e le squadre giovanili dell'ex Paris FC sono inviate in Division 4, conservando l'identità e le strutture della precedente Paris FC, col nome di Paris Football Club 83.
Lagardère investì enormemente nel Racing sperando di riuscire automaticamente e in poco tempo ad arrivare al successo; visto che non vi riesce, rinuncia, lasciando il club nel 1989. Ma, anche se questa fusione tra il Racing e il PFC è stata un fallimento per i due club, Lagardère ha dato l'esempio di un forte apporto finanziario con trasferimenti a peso d'oro e un forte aumento della remunerazione dei giocatori; ciò ha modificato radicalmente il modello economico dei club francesi. Successivamente, altri dirigenti d'azienda investiranno fortemente nei club come Bernard Tapie all'Olympique de Marseille nel 1986, con più successo visto che il club vince rapidamente diversi titoli di campione di Francia.

### La ricostruzione del Paris FC 83 (1983-1990)

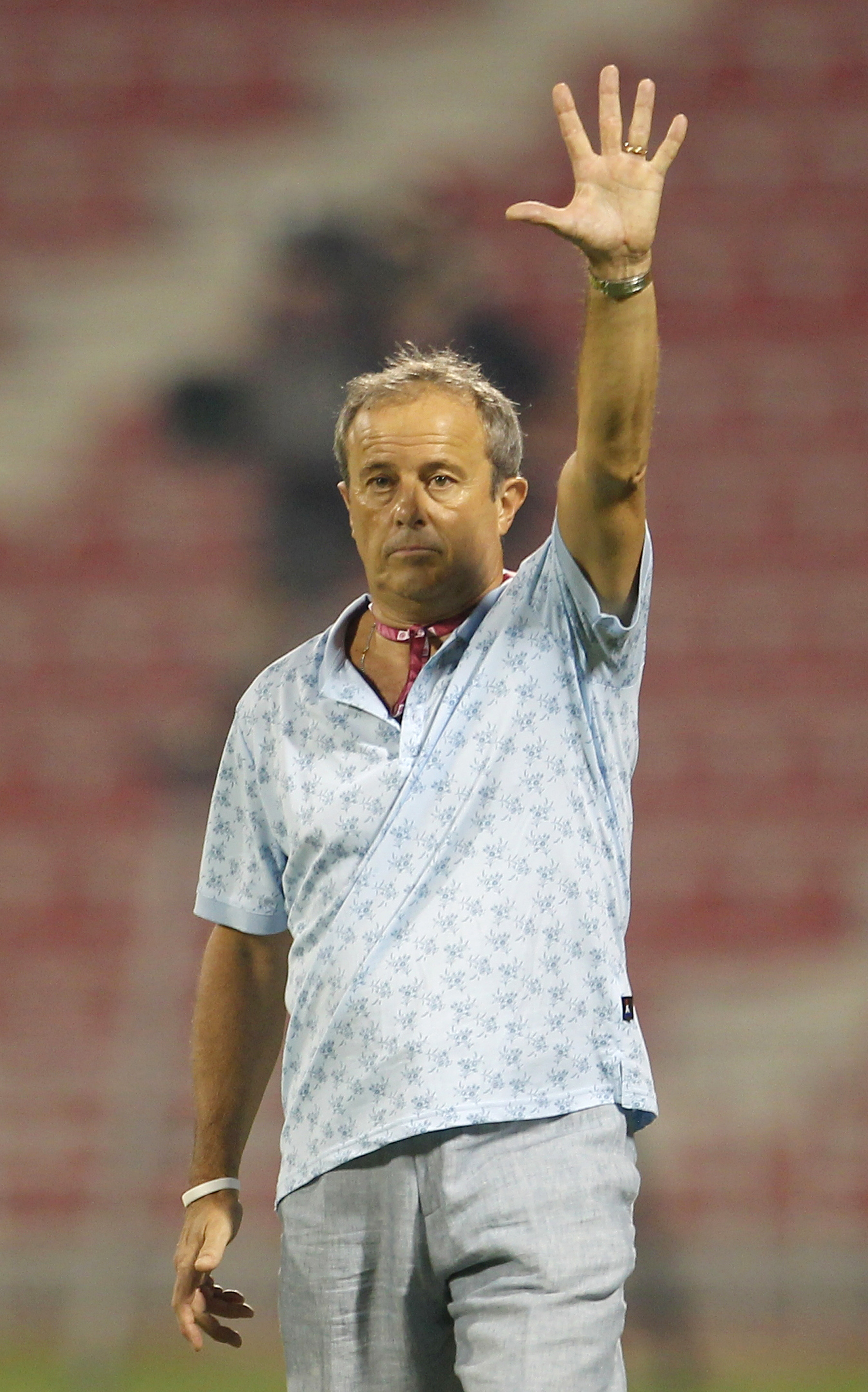
Pierre Lechantre allena il Paris FC 83 tra il 1986 e il 1992 e ottiene due promozioni

Con una squadra con poca esperienza, il Paris FC, ribattezzato Paris FC 83, termina 13º, ovvero alla penultima posizione del suo gruppo nella Division 4 ed è quindi retrocesso nella Division d'Honneur de Paris,. Qui resta per quattro stagioni. In seguito, sotto la guida dell'ex giocatore professionista Pierre Lechantre, nominato allenatore nel 1987, il club riesce in due promozioni consecutive, vincendo la Division d'Honneur de Paris nel 1988 e poi il gruppo F della Division 4, della quale è vice-campione.
Nel 1989, il PFC-83 esordisce nella Division 3, e arriva a salvarsi a fine stagione. Ciò attira un uomo d'affari ambizioso, Bernard Caïazzo, che si fissa per obiettivo la promozione rapida in Division 2, al fine di fare del Paris FC il secondo club calcistico della capitale dopo il Paris Saint-Germain. Nel 1989-1990, il PFC termina in 12ª posizione su 16 nel gruppo Est.

### La disillusione degli ambiziosi Paris FC 98 e Paris FC 2000 (1990-2006)
L'obiettivo di risalire in D2 è mancato di poco nella prima stagione di Caïazzo alla presidenza del Paris FC. Tre le due stagioni, nel 1991, il comune di Parigi accorda una sovvenzione eccezionale di 90 milioni di franchi al Paris Saint-Germain Football Club, in difficoltà finanziarie, limitando in conseguenza le sovvenzioni date al PFC. Malgrado tutto, il Paris FC, rinominato Paris FC 98, che s'ispira al nome della candidatura della Francia all'organizzazione del campionato mondiale di calcio 1998, è ambizioso e fa molti acquisti. Dopo una nuova promozione mancata di poco nel 1992, Caïazzo, criticato per aver ipotizzato una fusione con il Melun Football Club, club rivale del PFC, e Lechantre lasciano il club.
Nel giugno 1992, Didier Bariani, uomo politico parigino, sostituisce Caïazzo. Al suo arrivo, egli nomina Hubert Velud come allenatore. Nel 1993, malgrado un inizio stagione insoddisfacente che conduce all'esonero di Hubert Velud in corso della stagione per rimpiazzarlo con Delio Onnis, il Paris FC termina 4º del suo gruppo nella Division 3 e raggiunge i suoi obiettivi ed è promosso nel campionato National 1, nuovo campionato creato con un'anticamera della seconda divisione durante la riforma delle competizioni. Gli anni seguenti, il club termina ogni stagione a centro classifica di questo campionato.
Nel 1996, il club è ribattezzato Paris Football Club 2000. L'anno seguente, integra nuovamente il Championnat National, che risulta della fusione in un unico gruppo dei due gruppi di National 1. Dopo due nuove stagione trascorse senza reali speranze di promozione, nonostante le ambizioni annunciate, il Paris FC si separa del suo allenatore e realizza nell'estate del 1999 uno sforzo di reclutamento con l'obiettivo di accedere finalmente alla Division 2. Contemporaneamente, il club si trasferisce allo stadio Charléty, uno stadio da 20 000 posti situato nel XIII arrondissement di Parigi, ricostruito alcuni anni prima. Ma la sconfitta è severa: l'amalgama tra i nuovi acquisti e i vecchi giocatori non c'è, la squadra, allenata da Jean-Pierre Carayon, termina la stagione 1999-2000 al 17º posto, retrocede nel Championnat de France amateur (CFA) e ritorna allo stadio Déjerine.
Robert Buigues, arrivato in corso di stagione in sostituzione di Jean-Pierre Carayon, non riesce a ottenere la promozione sperata, e nemmeno Philippe Lemaître e Patrick Parizon che lo sostituirono successivamente. Noël Le Graët, l'influente ex presidente della Ligue de Football Professionnel, entra nel consiglio d'amministrazione nel 2001 con l'obiettivo di salvare il club e verificarne i conti. Alla fine del 2003, egli affida il PFC a Guy Cotret, un banchiere, che ha per ambizione di farne un grande club di formazione nell'est e nel nord di Parigi, portando un «progetto educativo, sociale e sportivo». Nel 2005, il club ritrova il suo nome d'origine: Paris Football Club. Sotto la direzione di Jean-Marc Pilorget, nominato nel 2004, il club parigino ritrova il Championnat National, sei anni dopo averlo lasciato. La promozione è assicurata grazie al 1º posto nel gruppo D del Championnat de France amateur 2005-2006.

### La stabilizzazione in National (2006-2015)

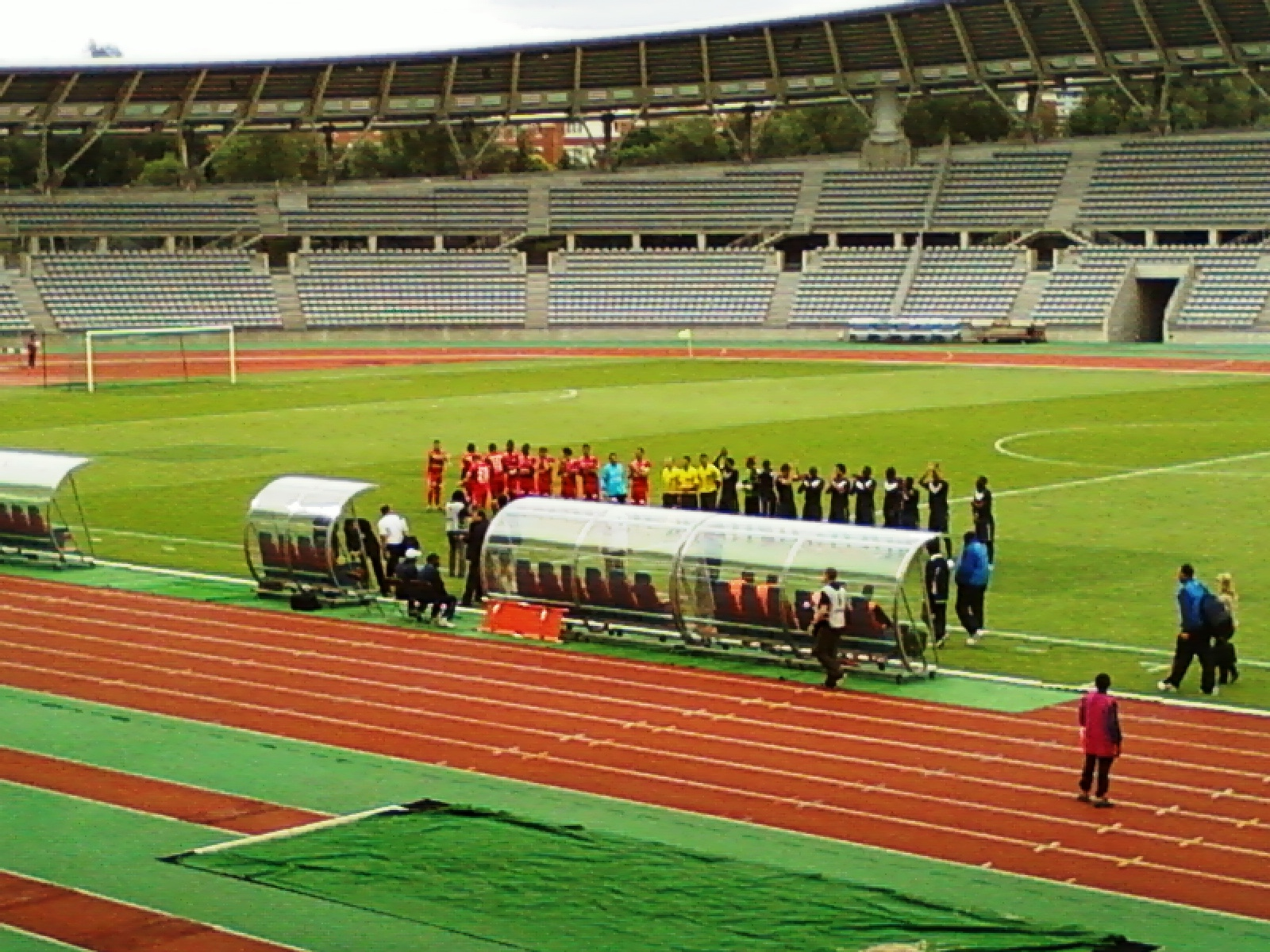
Il Paris FC contro il Luzenac il 6 agosto 2011 allo stadio Charléty

Ritornato nel terzo livello del calcio francese, il PFC si fissa già come obiettivo la promozione in Ligue 2 all'orizzonte del 2009.
Nella sua prima stagione in National, il club termina in 6ª posizione. L'anno dopo, allenato da Jean-Guy Wallemme, il PFC realizza un exploit nei trentaduesimi di finale della Coupe de France superando il Tolosa, ma è eliminato nel turno successivo dal Digione. In campionato, la stagione è media, con una 10ª posizione, a tredici punti dalla promozione in Ligue 2. La stagione successiva, malgrado il ritorno dell'allenatore Jean-Marc Pilorget, il Paris FC termina solo alla 6ª posizione. L'obiettivo di una «promozione in tre anni», fissato nel 2006, non è dunque raggiunto.
Nella stagione 2009-2010, il Paris FC è nuovamente candidato alla promozione. Ma l'inizio stagione è deludente e l'allenatore Jean-Marc Pilorget è esonerato dopo la sconfitta contro il Cassis-Carnoux. I dirigenti sceglieranno allora Jean-Luc Vannuchi, l'allenatore della promozione del Nîmes Olympique in D2 nel 2008, per sostituirlo. I risultati migliorano e il PFC termina alla 6ª posizione, grazie soprattutto ai 22 gol dell'attaccante David Pollet. Dopo questo buon fine stagione, il Paris FC continua ad ambire alla promozione in Ligue 2 al termine della stagione 2010-2011. Ma il club termina nuovamente a metà classifica, in 12ª posizione. Il presidente Cotret pensava tuttavia di avere quest'anno «la miglior rosa mai avuta».
Nel Championnat National 2011-2012, le performance del club sono nuovamente deludenti, infatti, sotto la direzione di Alain Mboma, la squadra finì 16ª a una posizione dalla retrocessione. Prima della stagione seguente, i dirigenti ingaggiano Olivier Guillou e rinnovano in profondità la squadra ingaggiando diversi giovani promettenti. Tuttavia, l'inizio della stagione 2012-2013 è nuovamente deludente: dopo 10 partite, il club è in zona retrocessione e Guillou è esonerato. Lo sostituisce il suo allenatore in seconda, Alexandre Monier, senza però riuscire a risollevare la situazione. In febbraio, è il nuovo allenatore Gaston Diamé che cerca di risollevare le sorti della squadra, sempre in zona retrocessione. Malgrado un leggero miglioramento dei risultati il club è retrocesso in CFA a seguito della 37ª giornata.
Tuttavia, le retrocessioni successive a tavolino del Club Sportif Sedan Ardennes, del Le Mans Football Club e del Football Club de Rouen 1899 decise dalla Direction nationale du contrôle de gestion (DNCG) conducono al ripescaggio del Paris FC, che rimane dunque in National per la stagione 2013-2014. Il club si trasferisce allo stadio Déjerine, che ha una capacità più adatta alle affluenze di pubblico del Championnat National e che è anche dotato di un terreno di gioco in erba sintetica. Malgrado un'estate incerta per via delle decisioni della DNCG, l'inizio stagione per PFC in National è molto soddisfacente, in particolare grazie a una buona difesa. La squadra ha in seguito un calo di rendimento per finire poi il campionato a metà classifica, al 9º posto.
I fallimenti ripetuti del Paris FC nel suo obiettivo di risalire in Ligue 2 irritano alcuni osservatori che denunciano gli errori del club (giocatori, finanze...). Per la stagione 2014-2015, il club ritorna ambiziosamente allo stadio Charléty. Gli inizi sono molto soddisfacenti poiché il club prende la testa del campionato alla fine della 7ª giornata e la conserva fino alla fine del girone d'andata. Il ritmo dei parigini rallenta un poco, e il Red Star FC li supera in marzo. Il club di Saint-Ouen distanzia in seguito il Paris FC, che si ritrova in una lotta a tre, per i due posti disponibili per la promozione, con il Football Club Bourg-Péronnas e il Racing Club de Strasbourg, a tal punto che all'ultima giornata, i parigini non sono ancora promossi e hanno bisogno almeno di un pareggio. Ottengono un pareggio nell'ultima giornata e finiscono secondi nel Championnat National 2014-2015, e questo permette loro di accedere alla Ligue 2, lasciata 32 anni prima.

### Il ritorno al professionismo (2015-)
Dopo l'eccellente stagione nel Championnat National 2014-2015, nel quale il Paris FC è arrivato secondo, il club è promosso in Ligue 2, lasciata 32 anni prima, e ritrova nella stessa occasione lo statuto di club professionistico. Dopo una stagione 2015-2016 deludente che lo vede arrivare ultimo nel campionato di Ligue 2 e retrocedere nella lega inferiore, il Paris FC riesce ad arrivare terzo nel Championnat National 2016-2017. Questo piazzamento garantisce alla squadra parigina la partecipazione ai play-off promozione nella quale affronta l’Orléans, arrivato terzultimo nel campionato di Ligue 2 2016-2017. La sconfitta nel playoff sembra negare alla squadra parigina la partecipazione al campionato professionistico, ma il fallimento dello SC Bastia e il seguente ripescaggio le permettono di disputare la Ligue 2 2017-2018, stagione portata al termine con un ottimo ottavo posto in classifica. La stagione seguente si rivela decisamente positiva, con il club fisso nelle prime posizioni della classifica fin dall’inizio. Nonostante un leggero calo del rendimento nel periodo invernale, i parigini ottengono un notevole quarto posto con 65 punti ottenuti, frutto di 17 vittorie, 14 pareggi e soltanto 7 sconfitte, ma oltre alla fase offensiva sterile che registra appena 36 gol all’attivo (attacco da zone basse della classifica), la fase difensiva vede solo 22 gol subiti, la migliore del torneo (il Metz, vincitore del campionato, uno in più). Il quarto posto raggiunto permette al club di disputare il primo incontro dei playoff promozione contro il Lens, col vantaggio del fattore campo; tuttavia, l'incontro viene pareggiato per 1-1 nei 90 minuti regolamentari (pareggio agguantato in pieno recupero) e viene risolto ai calci di rigore, dove gli avversari la spuntano per 5-4. I parigini sono costretti a dire addio al sogno promozione.
Dopo un'annata difficile nella stagione 2019-2020, terminata al 17º posto, il Paris FC ottiene dei buoni piazzamenti, sfiorando la promozione in Ligue 1 nelle stagioni 2021-2022 e 2023-2024, venendo eliminato in semifinale play-off in entrambe le occasioni.
Il 29 novembre 2024 viene annunciata l'acquisizione di una quota maggioritaria (52,4%) del club da parte di Agache Sport, la holding facente riferimento alla famiglia di Bernard Arnault, presidente e amministratore delegato di LVMH. Inoltre una quota minoritaria (10,6%) è acquistata da Red Bull, azienda austriaca già attiva nel mondo dello sport.
Il 2 maggio 2025 a seguito del pareggio per 1-1 in casa del Martigues e il conseguente piazzamento matematico al secondo posto con una giornata al termine, il club raggiunge per la prima volta nella sua storia la promozione nella massima serie professionistica francesce, la Ligue 1.

## Colori e simboli

### Colori
Nel 1970, dopo la fusione con lo Stade Saint-Germain, i colori scelti furono il blu e il rosso in riferimento allo stemma di Parigi e il bianco in riferimento allo Stade Saint-Germain che già utilizzava questo colore per le proprie divise. La prima maglia del PSG nel 1970 è quindi rossa con pantaloncini bianchi e calzini blu. Dopo la separazione dal Paris Saint-Germain, il Paris FC ha adottato dal 1972 fino alla fine degli anni settanta e per la stagione 1979-1980 il colore arancione in riferimento all'allora sponsor Bic. Dal 1978 al 1980 il club ha utilizzato una maglia azzurra. Durante gli anni di militanza in Division d'Honneur (1984-1988), il Paris FC ha utilizzato una divisa prevalentemente rosa. Tra il 1989 e il 2002 il club ha riadottato come colore sociale l'azzurro. Dal 2002 i colori della squadra sono diventati il blu e il bianco.
| 1972-1973 | 1970-1990 | 2000-2018 |

### Simboli ufficiali

#### Stemma
Nello stemma del club campeggiano le stilizzazioni della Torre Eiffel, iconico monumento parigino, e della barca Scilicet, mutuata dallo stemma di Parigi.

## Strutture

### Stadio
Inaugurato nel 1972, dopo una ricostruzione durata tre anni, il Parco dei Principi ha ospitato le partite del Paris FC dal 1972 al 1974, e dal 1978 al 1979 (contemporaneamente al Paris Saint-Germain).
Con la retrocessione in Division 2, nel 1974, il Paris FC si trasferì allo stadio Porte de Montreuil, un impianto vecchio e fatiscente. Durante la stagione 1974-1975 gli spogliatoi vennero distrutti da un incendio. Il Paris FC fu costretto a girare i vari campi da gioco della periferia parigina. Lo stesso accadde nella stagione 1978-1979, quando giocò le prime due partite allo stadio Olimpico Yves-du-Manoir di Colombes e altre allo stadio Bauer di Saint-Ouen.
Il Paris FC ritornò poi al Montreuil, rinominato stadio Déjerine. Durante la stagione 1981-1982, la squadra giocò alcune partite allo stadio de l'Aube, a Troyes, ma tornò allo stadio Déjerine a seguito della scarsa affluenza di pubblico. In seguito il Paris FC tornò allo stadio Charléty, appena ricostruito, per l'obbiettivo di ritornare in Division 2. A fine stagione la squadra retrocedette nel Championnat de France amateur e ritornò a disputare le partite di casa al Déjerine, rimanendovi fino al 2007.
Disponendo di soli 2 500 posti, l'impianto non soddisfa i requisiti per poter ospitare le partite della squadra nel Championnat National. Il 19 luglio 2006 viene concessa una deroga al Paris FC fino al 31 dicembre 2006 per permettere i lavori di adeguamento. La struttura non fu dunque agibile per le prime tre partite di campionato e la squadra si trasferì brevemente allo stadio Marville, a La Courneuve.
Nel 2007 il club ritornò allo stadio Charléty, ma nell'agosto del 2013 venne presa la decisione di ritornare al Déjerine a causa della scarsa affluenza di pubblico. Tuttavia nell'aprile del 2014 la dirigenza programmò il ritorno allo Charléty che avvenne a poche settimane dall'inizio della stagione 2014-2015.

### Centro di allenamento
Il Paris FC si allena al Parc Interdépartemental des Sports - Plaine Sud, a Choisy-le-Roi e allo stadio Maryse Hilsz, nel XX arrondissement di Parigi.

## Società
| \| \| \| Paris Football Club 1969-1970 \| Paris Football Club 1969-1970 \| Paris Football Club 1969-1970 \| Paris Football Club 1969-1970 \| Paris Football Club 1969-1970 \| Paris Football Club 1969-1970 \| \| \| \| \| Stade Saint-Germain 1904-1970 \| Stade Saint-Germain 1904-1970 \| Stade Saint-Germain 1904-1970 \| Stade Saint-Germain 1904-1970 \| Stade Saint-Germain 1904-1970 \| Stade Saint-Germain 1904-1970 \| \| \| \| \| \| \| \| \| \| \| \| \| \| Paris Football Club 1969-1970 \| Paris Football Club 1969-1970 \| Paris Football Club 1969-1970 \| Paris Football Club 1969-1970 \| Paris Football Club 1969-1970 \| Paris Football Club 1969-1970 \| \| \| \| \| Stade Saint-Germain 1904-1970 \| Stade Saint-Germain 1904-1970 \| Stade Saint-Germain 1904-1970 \| Stade Saint-Germain 1904-1970 \| Stade Saint-Germain 1904-1970 \| Stade Saint-Germain 1904-1970 \| \| \| \| \| \| \| \| \| \| \| \| \| \| \| \| \| \| \| \| \| \| \| \| \| \| \| \| \| \| \| \| \| \| \| \| \| \| \| \| \| CA Montreuil 1920-1972 \| CA Montreuil 1920-1972 \| CA Montreuil 1920-1972 \| CA Montreuil 1920-1972 \| CA Montreuil 1920-1972 \| CA Montreuil 1920-1972 \| \| \| Paris Saint-Germain FC 1970-1972 \| Paris Saint-Germain FC 1970-1972 \| Paris Saint-Germain FC 1970-1972 \| Paris Saint-Germain FC 1970-1972 \| Paris Saint-Germain FC 1970-1972 \| Paris Saint-Germain FC 1970-1972 \| \| \| \| \| \| \| \| \| \| \| \| \| \| \| \| CA Montreuil 1920-1972 \| CA Montreuil 1920-1972 \| CA Montreuil 1920-1972 \| CA Montreuil 1920-1972 \| CA Montreuil 1920-1972 \| CA Montreuil 1920-1972 \| \| \| Paris Saint-Germain FC 1970-1972 \| Paris Saint-Germain FC 1970-1972 \| Paris Saint-Germain FC 1970-1972 \| Paris Saint-Germain FC 1970-1972 \| Paris Saint-Germain FC 1970-1972 \| Paris Saint-Germain FC 1970-1972 \| \| \| \| \| \| \| \| \| \| \| \| \| \| \| \| \| \| \| \| \| \| \| \| \| \| \| \| \| \| \| \| \| \| \| \| \| \| \| \| \| \| \| \| \| \| \| Paris Football Club 1972-1983 \| Paris Football Club 1972-1983 \| Paris Football Club 1972-1983 \| Paris Football Club 1972-1983 \| Paris Football Club 1972-1983 \| Paris Football Club 1972-1983 \| \| \| \| \| Paris Saint-Germain FC 1972- \| Paris Saint-Germain FC 1972- \| Paris Saint-Germain FC 1972- \| Paris Saint-Germain FC 1972- \| Paris Saint-Germain FC 1972- \| Paris Saint-Germain FC 1972- \| \| \| \| \| \| \| \| \| \| \| \| \| \| Paris Football Club 1972-1983 \| Paris Football Club 1972-1983 \| Paris Football Club 1972-1983 \| Paris Football Club 1972-1983 \| Paris Football Club 1972-1983 \| Paris Football Club 1972-1983 \| \| \| \| \| Paris Saint-Germain FC 1972- \| Paris Saint-Germain FC 1972- \| Paris Saint-Germain FC 1972- \| Paris Saint-Germain FC 1972- \| Paris Saint-Germain FC 1972- \| Paris Saint-Germain FC 1972- \| \| \| \| \| \| \| \| \| \| \| \| \| \| \| \| Racing Paris 1 1982-1983 \| Racing Paris 1 1982-1983 \| Racing Paris 1 1982-1983 \| Racing Paris 1 1982-1983 \| Racing Paris 1 1982-1983 \| Racing Paris 1 1982-1983 \| \| \| Racing Club Paris 1896-1983 \| Racing Club Paris 1896-1983 \| Racing Club Paris 1896-1983 \| Racing Club Paris 1896-1983 \| Racing Club Paris 1896-1983 \| Racing Club Paris 1896-1983 \| \| \| \| \| \| \| \| \| \| \| \| \| \| \| \| Racing Paris 1 1982-1983 \| Racing Paris 1 1982-1983 \| Racing Paris 1 1982-1983 \| Racing Paris 1 1982-1983 \| Racing Paris 1 1982-1983 \| Racing Paris 1 1982-1983 \| \| \| Racing Club Paris 1896-1983 \| Racing Club Paris 1896-1983 \| Racing Club Paris 1896-1983 \| Racing Club Paris 1896-1983 \| Racing Club Paris 1896-1983 \| Racing Club Paris 1896-1983 \| \| \| \| \| \| \| \| \| \| \| \| \| \| \| \| \| \| \| \| \| \| \| \| \| \| \| \| \| \| \| \| \| \| \| \| \| \| \| \| \| \| \| Paris Football Club 83 1983-1991 \| Paris Football Club 83 1983-1991 \| Paris Football Club 83 1983-1991 \| Paris Football Club 83 1983-1991 \| Paris Football Club 83 1983-1991 \| Paris Football Club 83 1983-1991 \| \| \| \| \| Racing Paris 1 / Matra Racing 1983-1989 \| Racing Paris 1 / Matra Racing 1983-1989 \| Racing Paris 1 / Matra Racing 1983-1989 \| Racing Paris 1 / Matra Racing 1983-1989 \| Racing Paris 1 / Matra Racing 1983-1989 \| Racing Paris 1 / Matra Racing 1983-1989 \| \| \| \| \| \| \| \| \| \| \| \| \| \| Paris Football Club 83 1983-1991 \| Paris Football Club 83 1983-1991 \| Paris Football Club 83 1983-1991 \| Paris Football Club 83 1983-1991 \| Paris Football Club 83 1983-1991 \| Paris Football Club 83 1983-1991 \| \| \| \| \| Racing Paris 1 / Matra Racing 1983-1989 \| Racing Paris 1 / Matra Racing 1983-1989 \| Racing Paris 1 / Matra Racing 1983-1989 \| Racing Paris 1 / Matra Racing 1983-1989 \| Racing Paris 1 / Matra Racing 1983-1989 \| Racing Paris 1 / Matra Racing 1983-1989 \| \| \| \| \| \| \| \| \| \| \| \| \| \| Paris Football Club 98 1991-1996 \| \| \| \| \| \| \| \| \| \| \| \| \| \| \| \| \| \| \| \| \| \| \| \| \| \| \| \| \| \| \| \| \| \| \| \| \| \| \| \| \| \| \| \| \| \| \| \| \| \| \| \| \| \| \| \| \| \| Paris Football Club 2000 1996-2005 \| \| \| \| \| \| \| \| \| \| \| \| \| \| \| \| \| \| \| \| \| \| \| \| \| \| \| \| \| \| \| \| \| \| \| \| \| \| \| \| \| \| \| \| \| \| \| \| \| \| \| \| \| \| \| \| \| \| Paris Football Club 2005- \| \| \| \| \| \| \| \| \| \| \| \| \| \| \| \| \| \| \| \| \| \| \| \| \| \| |                        |                                    |                                  |                                  |                                  |                                  |                                  |                                  |                                  |                                  |                                  |                                         |                                         |                                         |                                         |                                         |                                         |  |  |  |  |  |  |  |  |  |  |
| |                        | Paris Football Club 1969-1970      | Paris Football Club 1969-1970    | Paris Football Club 1969-1970    | Paris Football Club 1969-1970    | Paris Football Club 1969-1970    | Paris Football Club 1969-1970    |                                  |                                  |                                  |                                  | Stade Saint-Germain 1904-1970           | Stade Saint-Germain 1904-1970           | Stade Saint-Germain 1904-1970           | Stade Saint-Germain 1904-1970           | Stade Saint-Germain 1904-1970           | Stade Saint-Germain 1904-1970           |  |  |  |  |  |  |  |  |  |  |
| |                        | Paris Football Club 1969-1970      | Paris Football Club 1969-1970    | Paris Football Club 1969-1970    | Paris Football Club 1969-1970    | Paris Football Club 1969-1970    | Paris Football Club 1969-1970    |                                  |                                  |                                  |                                  | Stade Saint-Germain 1904-1970           | Stade Saint-Germain 1904-1970           | Stade Saint-Germain 1904-1970           | Stade Saint-Germain 1904-1970           | Stade Saint-Germain 1904-1970           | Stade Saint-Germain 1904-1970           |  |  |  |  |  |  |  |  |  |  |
| |                        |                                    |                                  |                                  |                                  |                                  |                                  |                                  |                                  |                                  |                                  |                                         |                                         |                                         |                                         |                                         |                                         |  |  |  |  |  |  |  |  |  |  |
| CA Montreuil 1920-1972 | CA Montreuil 1920-1972 | CA Montreuil 1920-1972             | CA Montreuil 1920-1972           | CA Montreuil 1920-1972           | CA Montreuil 1920-1972           |                                  |                                  | Paris Saint-Germain FC 1970-1972 | Paris Saint-Germain FC 1970-1972 | Paris Saint-Germain FC 1970-1972 | Paris Saint-Germain FC 1970-1972 | Paris Saint-Germain FC 1970-1972        | Paris Saint-Germain FC 1970-1972        |                                         |                                         |                                         |                                         |  |  |  |  |  |  |  |  |  |  |
| CA Montreuil 1920-1972 | CA Montreuil 1920-1972 | CA Montreuil 1920-1972             | CA Montreuil 1920-1972           | CA Montreuil 1920-1972           | CA Montreuil 1920-1972           |                                  |                                  | Paris Saint-Germain FC 1970-1972 | Paris Saint-Germain FC 1970-1972 | Paris Saint-Germain FC 1970-1972 | Paris Saint-Germain FC 1970-1972 | Paris Saint-Germain FC 1970-1972        | Paris Saint-Germain FC 1970-1972        |                                         |                                         |                                         |                                         |  |  |  |  |  |  |  |  |  |  |
| |                        |                                    |                                  |                                  |                                  |                                  |                                  |                                  |                                  |                                  |                                  |                                         |                                         |                                         |                                         |                                         |                                         |  |  |  |  |  |  |  |  |  |  |
| |                        | Paris Football Club 1972-1983      | Paris Football Club 1972-1983    | Paris Football Club 1972-1983    | Paris Football Club 1972-1983    | Paris Football Club 1972-1983    | Paris Football Club 1972-1983    |                                  |                                  |                                  |                                  | Paris Saint-Germain FC 1972-            | Paris Saint-Germain FC 1972-            | Paris Saint-Germain FC 1972-            | Paris Saint-Germain FC 1972-            | Paris Saint-Germain FC 1972-            | Paris Saint-Germain FC 1972-            |  |  |  |  |  |  |  |  |  |  |
| |                        | Paris Football Club 1972-1983      | Paris Football Club 1972-1983    | Paris Football Club 1972-1983    | Paris Football Club 1972-1983    | Paris Football Club 1972-1983    | Paris Football Club 1972-1983    |                                  |                                  |                                  |                                  | Paris Saint-Germain FC 1972-            | Paris Saint-Germain FC 1972-            | Paris Saint-Germain FC 1972-            | Paris Saint-Germain FC 1972-            | Paris Saint-Germain FC 1972-            | Paris Saint-Germain FC 1972-            |  |  |  |  |  |  |  |  |  |  |
| |                        |                                    |                                  | Racing Paris 1 1982-1983         | Racing Paris 1 1982-1983         | Racing Paris 1 1982-1983         | Racing Paris 1 1982-1983         | Racing Paris 1 1982-1983         | Racing Paris 1 1982-1983         |                                  |                                  | Racing Club Paris 1896-1983             | Racing Club Paris 1896-1983             | Racing Club Paris 1896-1983             | Racing Club Paris 1896-1983             | Racing Club Paris 1896-1983             | Racing Club Paris 1896-1983             |  |  |  |  |  |  |  |  |  |  |
| |                        |                                    |                                  | Racing Paris 1 1982-1983         | Racing Paris 1 1982-1983         | Racing Paris 1 1982-1983         | Racing Paris 1 1982-1983         | Racing Paris 1 1982-1983         | Racing Paris 1 1982-1983         |                                  |                                  | Racing Club Paris 1896-1983             | Racing Club Paris 1896-1983             | Racing Club Paris 1896-1983             | Racing Club Paris 1896-1983             | Racing Club Paris 1896-1983             | Racing Club Paris 1896-1983             |  |  |  |  |  |  |  |  |  |  |
| |                        |                                    |                                  |                                  |                                  |                                  |                                  |                                  |                                  |                                  |                                  |                                         |                                         |                                         |                                         |                                         |                                         |  |  |  |  |  |  |  |  |  |  |
| |                        | Paris Football Club 83 1983-1991   | Paris Football Club 83 1983-1991 | Paris Football Club 83 1983-1991 | Paris Football Club 83 1983-1991 | Paris Football Club 83 1983-1991 | Paris Football Club 83 1983-1991 |                                  |                                  |                                  |                                  | Racing Paris 1 / Matra Racing 1983-1989 | Racing Paris 1 / Matra Racing 1983-1989 | Racing Paris 1 / Matra Racing 1983-1989 | Racing Paris 1 / Matra Racing 1983-1989 | Racing Paris 1 / Matra Racing 1983-1989 | Racing Paris 1 / Matra Racing 1983-1989 |  |  |  |  |  |  |  |  |  |  |
| |                        | Paris Football Club 83 1983-1991   | Paris Football Club 83 1983-1991 | Paris Football Club 83 1983-1991 | Paris Football Club 83 1983-1991 | Paris Football Club 83 1983-1991 | Paris Football Club 83 1983-1991 |                                  |                                  |                                  |                                  | Racing Paris 1 / Matra Racing 1983-1989 | Racing Paris 1 / Matra Racing 1983-1989 | Racing Paris 1 / Matra Racing 1983-1989 | Racing Paris 1 / Matra Racing 1983-1989 | Racing Paris 1 / Matra Racing 1983-1989 | Racing Paris 1 / Matra Racing 1983-1989 |  |  |  |  |  |  |  |  |  |  |
| |                        | Paris Football Club 98 1991-1996   |                                  |                                  |                                  |                                  |                                  |                                  |                                  |                                  |                                  |                                         |                                         |                                         |                                         |                                         |                                         |  |  |  |  |  |  |  |  |  |  |
| |                        |                                    |                                  |                                  |                                  |                                  |                                  |                                  |                                  |                                  |                                  |                                         |                                         |                                         |                                         |                                         |                                         |  |  |  |  |  |  |  |  |  |  |
| |                        | Paris Football Club 2000 1996-2005 |                                  |                                  |                                  |                                  |                                  |                                  |                                  |                                  |                                  |                                         |                                         |                                         |                                         |                                         |                                         |  |  |  |  |  |  |  |  |  |  |
| |                        |                                    |                                  |                                  |                                  |                                  |                                  |                                  |                                  |                                  |                                  |                                         |                                         |                                         |                                         |                                         |                                         |  |  |  |  |  |  |  |  |  |  |
| |                        | Paris Football Club 2005-          |                                  |                                  |                                  |                                  |                                  |                                  |                                  |                                  |                                  |                                         |                                         |                                         |                                         |                                         |                                         |  |  |  |  |  |  |  |  |  |  |

### Organigramma societario
- Pierre Ferracci - Presidente
- Christian Amara - Vicepresidente
- Patrick Gobert - Presidente dell'associazione
- Marie-Christine Terroni - Presidente della sezione femminile
- Fabrice Herrault - Direttore generale
- Steve Vanda Nona - Responsabile organizzazione e sicurezza
- Sébastien Roos - Direttore commerciale
- Kévin Briand - Responsabile comunicazione
- Aymeric Villemain - Biglietteria
- Faly Dione - Contabile
- Frédéric Hébert - Direttore sportivo
- Alexandre Monier - Direttore tecnico

### Sponsor
| Cronologia degli sponsor tecnici - 1972-2005 ... - 2005-2006 Adidas - 2006-2022 Nike - 2022- Adidas | Cronologia degli sponsor ufficiali - 1972-2011 ... - 2011-2012 Nexity - 2012-2014 ... - 2014-2015 Nestlé e Oscaro - 2015- VINCI |

## Allenatori e presidenti
| Allenatori - 1972-1973 Louis Hon Antoine Dalla Cieca - 1973-1976 Antoine Dalla Cieca - 1976-1979 Robert Vicot - 1979-1981 Roger Lemerre - 1981-1983 Alberto Muro - 1983-1986 Luc Rabat - 1986-1992 Pierre Lechantre - 1992-1993 Hubert Velud Delio Onnis - 1993-1995 Delio Onnis - 1995-1998 Hubert Velud - 1998-1999 Jean-François Charbonnier - 1999-2000 Jean-Pierre Carayon Robert Buiges - 2000-2002 Robert Buigues - 2002-2004 Philippe Lemaître - 2004-2005 Patrick Parizon Jean-Marc Pilorget - 2005-2007 Jean-Marc Pilorget - 2007-2008 Jean-Guy Wallemme - 2008-2009 Jean-Marc Pilorget Jean-Luc Vanucchi - 2009-2011 Jean-Luc Vannuchi - 2011-2012 Alain Mboma - 2012-2013 Olivier Guillou Alexandre Monier Gaston Diamé - 2013-2015 Christophe Taine - 2015-2016 Denis Renaud Jean-Luc Vasseur - 2016-2017 Réginald Rey - 2017-2018 Fabien Mercadal - 2018-2019 Mehmed Baždarević - 2019-2020 Mehmed Baždarević René Girard - 2020-2021 René Girard - 2021-2023 Thierry Laurey - 2023- Stéphane Gilli | Presidenti - 1969-1973 Pierre-Étienne Guyot - 1973-1974 Guy Crescent - 1974-1982 Roger Zeppelini - 1982-1983 Jean-Luc Lagardère - 1983-1991 Pierre Save - 1991-1992 Bernard Caïazzo - 1992-2001 Didier Bariani - 2001-2003 Noël Le Graët - 2003-2012 Guy Cotret - 2012- Pierre Ferracci |

## Palmarès

### Competizioni interregionali
- Championnat de France Amateurs: 1

2005-2006 (girone D)
- Division 4: 1

1988-1989 (girone F)

### Competizioni regionali
- Ligue de Paris Île-de-France de football: 1

1987-1988

## Statistiche e record

### Partecipazione ai campionati[79]
Alla stagione 2024-2025 il Paris FC ha ottenuto le seguenti partecipazioni ai campionati nazionali francesi:
| Livello | Categoria                     | Partecipazioni | Debutto   | Ultima stagione | Totale |
| ------- | ----------------------------- | -------------- | --------- | --------------- | ------ |
| 1º      | Division 1                    | 3              | 1972-1973 | 1978-1979       | 3      |
| 2º      | Ligue 2                       | 9              | 2015-2016 | 2024-2025       | 17     |
| 2º      | Division 2                    | 8              | 1974-1975 | 1982-1983       | 17     |
| 3º      | Championnat National          | 13             | 1997-1998 | 2016-2017       | 21     |
| 3º      | Championnat National 1        | 4              | 1993-1994 | 1996-1997       | 21     |
| 3º      | Division 3                    | 4              | 1989-1990 | 1992-1993       | 21     |
| 4º      | Championnat de France amateur | 6              | 2000-2001 | 2005-2006       | 8      |
| 4º      | Division 4                    | 2              | 1983-1984 | 1988-1989       | 8      |
| 5º      | Division d'Honneur            | 4              | 1984-1985 | 1987-1988       | 4      |

### Partecipazione alle coppe
| Competizione      | Partecipazioni | Esordio   | Ultima stagione | Totale |
| ----------------- | -------------- | --------- | --------------- | ------ |
| Coupe de France   | 50             | 1972-1973 | 2021-2022       | 50     |
| Coupe de la Ligue | 5              | 2015-2016 | 2019-2020       | 5      |

### Statistiche individuali
| Record di presenze - 371 Vincent Demarconnay (2008-2023) - 270 Lamri Laachi (1973-1983, 1987-1988) - 155 Abdoulaye Diawara (2007-2010, 2011-2013) - 149 Jean-Claude Lafargue (1975-1983) - 132 Jean-François Beltramini (1975-1979) | Record di reti - 37 Jean-François Beltramini (1975-1979) - 33 Louis Floch (1972-1974) - 29 Lamri Laachi (1973-1983, 1987-1988) - 28 Bernard Lech (1977-1979) - 27 Bruno Knockaert (1979-1981) |

## Tifoseria

### Storia
Esistono due gruppi ultra che sostengono il Paris FC: uno è chiamato Old Club, fondato nel 2010, mentre l'altro è chiamato Ultras Lutetia, formato nel 2014. Un altro gruppo era quello dei  Blues Wolves, fondato nel 2008 e che ha cessato l'attività nel 2010 a causa dei numerosi incidenti venutisi a creare con i tifosi delle squadre avversarie.

### Gemellaggi e rivalità
La tifoseria del Paris FC intrattiene dei buoni rapporti con i sostenitori inglesi del Hereford e con quelli svizzeri dell'Ajoie, squadra di hockey su ghiaccio.
Tra il 1993 e il 1999, e dal 2007 al 2012, il Paris FC ha incontrato regolarmente il Créteil-Lusitanos nel Championnat National. In seguito alle varie gare disputate, all'obiettivo prefissato da entrambe le squadre di ottenere la promozione nella seconda divisione del campionato francese e alla vicinanza tra le città di Parigi e Créteil si sono verificati degli scontri, come nel corso della stagione 2009-2010.
Un'altra rivalità è quella con il Red Star, squadra della vicina Saint-Ouen. Le squadre si sono incontrate a più riprese tra il 1972 e il 2019. Ci sono stati diversi scontri tra le due tifoserie che hanno anche causato il ferimento di alcune persone e l'intervento della polizia.

## Organico

### Rosa 2025-2026
Aggiornata al 20 agosto 2025.
| N. |                           | Ruolo | Calciatore                        |
| -- | ------------------------- | ----- | --------------------------------- |
| 1  | Francia (bandiera)        | P     | Rémy Riou                         |
| 2  | Finlandia (bandiera)      | D     | Tuomas Ollila                     |
| 4  | Francia (bandiera)        | C     | Vincent Marchetti                 |
| 5  | Senegal (bandiera)        | D     | Moustapha Mbow                    |
| 6  | Francia (bandiera)        | D     | Samir Chergui                     |
| 7  | Francia (bandiera)        | C     | Alimami Gory                      |
| 8  | Francia (bandiera)        | C     | Lohann Doucet                     |
| 9  | Francia (bandiera)        | C     | Andy Pembélé                      |
| 10 | Algeria (bandiera)        | C     | Ilan Kebbal                       |
| 11 | Costa d'Avorio (bandiera) | A     | Jean-Philippe Krasso              |
| 12 | Mali (bandiera)           | A     | Nouha Dicko                       |
| 13 | Francia (bandiera)        | A     | Mathieu Cafaro                    |
| 15 | Francia (bandiera)        | D     | Timothée Kolodziejczak (capitano) |
| 16 | Francia (bandiera)        | P     | Obed Nkambadio                    |
| 17 | Francia (bandiera)        | C     | Adama Camara                      |
| 18 | Francia (bandiera)        | A     | Omar Sissoko                      |

| N. |                               | Ruolo | Calciatore        |
| -- | ----------------------------- | ----- | ----------------- |
| 19 | Francia (bandiera)            | D     | Nhoa Sangui       |
| 20 | Algeria (bandiera)            | C     | Julien Lopez      |
| 21 | Francia (bandiera)            | C     | Maxime Lopez      |
| 22 | Marocco (bandiera)            | D     | Sofiane Alakouch  |
| 25 | Francia (bandiera)            | D     | Yoan Koré         |
| 26 | Senegal (bandiera)            | A     | Lamine Gueye      |
| 27 | Nigeria (bandiera)            | A     | Moses Simon       |
| 28 | Belgio (bandiera)             | D     | Thibault De Smet  |
| 29 | Francia (bandiera)            | A     | Pierre-Yves Hamel |
| 30 | Francia (bandiera)            | P     | Thomas Himeur     |
| 39 | Marocco (bandiera)            | D     | Mathys Tourraine  |
|    | Francia (bandiera)            | D     | Jules Gaudin      |
|    | Francia (bandiera)            | A     | Willem Geubbels   |
|    | Brasile (bandiera)            | D     | Otávio            |
|    | Rep. Centrafricana (bandiera) | C     | Gabriel Oualengbe |
|    | Germania (bandiera)           | P     | Kevin Trapp       |

### Staff tecnico
- Stéphane Gilli - Allenatore
- Armand Sène - Allenatore in seconda
- Alexis Baudet - Allenatore in seconda
- Mickaël Boully - Allenatore dei portieri
- Jeannot Akakpo - Preparatore fisico
- Nicolas Jubin - Medico